# Leopoldo Gutiérrez
Leopoldo Benjamín Gutiérrez (Reconquista, Santa Fe, 9 de julio de 1982) es un exfutbolista argentino que jugaba como delantero.

## Trayectoria

### Independiente de La Rioja
Gutiérrez debutó con la camiseta de Independiente de La Rioja en el año 2005. Con el conjunto riojano disputó esa temporada, donde demostró buenas condiciones.

### Guaymallén
A mitad de 2006 llegó a Guaymallén. En el equipo de Mendoza tuvo un gran nivel, por lo que solamente disputó la mitad de la temporada.

### Defensa y Justicia
Luego de promediar un gol cada dos partidos, en el equipo mendocino, fue transferido a Defensa y Justicia. Con este pase, el jugador dio el salto desde el Argentino B hasta el Nacional B. Con el halcón logró un gran Torneo Clausura y quedó segundo, empatando en puntos con Olimpo.

### Godoy Cruz
Para la temporada 2007/08 llegó a Godoy Cruz. En el tomba jugó solamente la primera parte de la temporada.

### Universidad Católica
En 2008 tuvo su primera experiencia en el extranjero, cuando arribó a Universidad Católica de Ecuador.

### Atlético Tucumán
Volvió a Argentina en 2008, para vestir la camiseta de Atlético Tucumán. Gutiérrez integró el equipo que salió campeón y obtuvo el ascenso a Primera División.

### Quilmes
Luego de su paso por Atlético llegó a Quilmes. Con el cervecero terminó segundo y obtuvo el ascenso a Primera División, lo que significó el segundo ascenso consecutivo de parte de Gutiérrez.

### Patronato
Para la temporada 2010/11 llegó como refuerzo del flamante ascendido Patronato. En el patrón jugó hasta 2012.

### Desamparados
Llegó a Desamparados en 2012, en lo que fue su último club como futbolista, ya que se retiró del fútbol.

## Clubes
| Club                      | País      |
| ------------------------- | --------- |
| Independiente de La Rioja | Argentina |
| Guaymallén                | Argentina |
| Defensa y Justicia        | Argentina |
| Godoy Cruz                | Argentina |
| Universidad Católica      | Ecuador   |
| Atlético Tucumán          | Argentina |
| Quilmes                   | Argentina |
| Patronato                 | Argentina |
| Desamparados              | Argentina |

## Palmarés
| Título     | Equipo           | País      | Año     |
| ---------- | ---------------- | --------- | ------- |
| Nacional B | Atlético Tucumán | Argentina | 2008/09 |